# Paride Pascucci
Paride Pascucci (Manciano, 30 settembre 1866 – Manciano, 1º luglio 1954) è stato un pittore italiano.

## Biografia
Figlio di Santi e di Emilia Nardelli, ultimo di tre figli, di una famiglia di piccoli possidenti. La madre morì quando il futuro pittore era ancora piccolo. Dopo quattro anni dalla morte della moglie, il padre nel 1877 si risposò con Rosa Baggiani. Paride visse questa vicenda con forte disagio tanto da segnarne il suo carattere. Il difficile rapporto da un lato con la matrigna e, soprattutto, con la sorellastra causò nel pittore una ferita profonda tanto che frequentò sempre più raramente la casa del padre fino ad interrompere del tutto i rapporti coi parenti dopo la sua morte avvenuta nel 1916. Studiò all'Istituto di Belle Arti di Siena, dove venne ammesso nel 1882, anche se la frequentò in maniera non regolare.
Dal 1886 al 1889 fu richiamato alle armi e prestò servizio nel 75º Reggimento di fanteria a Padova, Treviso e Venezia, dove annotò sui suoi taccuini scene di vita e vedute delle città e dove sentì parlare per la prima volta di Giovanni Fattori, di Silvestro Lega, di Telemaco Signorini, vide una pittura che avevano rivoluzionato quella tradizionale che a Siena era sconosciuta. La conoscenza dei macchiaioli modificò completamente il suo modello di pittura. Nel 1897, grazie all'Alunnato Biringucci e alla relativa borsa di studio, acquisita con un'opera di soggetto biblico, Adamo ed Eva cacciati dal paradiso terrestre, poté realizzare alcune opere impegnative come San Leonardo, Morte di Omberto Aldobrandeschi e Il buon samaritano. L'Alunnato sarà riconfermato anche nel 1899 e nel 1901 con la Mietitura. Grazie a queste borse di studio fin dal 1896 potrà perfezionarsi a Roma. Infatti a partire dai primi anni del Novecento prenderà parte alle mostre nazionali come ad esempio alle Esposizioni di Belle Arti di Roma del 1901 del 1902 e del 1909, prenderà parte all'Esposizione Nazionale di Rimini del 1909 vincendo dei premi e ancora a Roma con Il bacio dopo la processione nel 1911.
Tra il 1909 e il 1917, Pascucci collaborò con il suo maestro Cesare Maccari ad una serie di decorazioni alla cupola della Santuario di Loreto e agli affreschi nel Palazzo di Giustizia a Roma. Nel 1917 Maccari fu colpito da una paralisi e volle che i lavori venissero portati a termine da Pascucci. Nel 1920 il pittore fu chiamato a decorare la Basilica cattedrale di Santa Maria Assunta di Nardò. .
Il successo popolare l'ottenne tra il 1924 e il 1929 alle mostre nazionali di Firenze dove prese parte al concorso Ussi (premio nato dal lascito del pittore Stefano Ussi), una prima volta arrivando secondo, per un solo voto, dietro Primo Conti, anche se fu comunque premiato, e al quale parteciparono anche artisti quali Lorenzo Viani, Mario Tozzi, Vittorio Nomellini. Nel 1929 risultò vincitore del premio con Gesù morto: prima della processione, cui presero parte Bruno Saetti, Lorenzo Viani, Paulo Ghiglia. Questo per Pascucci fu anche un periodo in cui andò maturando il suo avvicinamento al mondo dei braccianti, dei pastori, degli operai, quale testimonianza fatta di sofferenza e privazioni.
A partire dal 1930 si ritirò a Manciano continuando a dispingere la vita dura della Maremma con opere come È morta la vacca, Ora di riposo, La veglia del calzolaio, La sfogliatura del granoturco oppure con titoli quali I politicanti e Vergogne sociali che il fascismo costringerà a cambiarli e che presenterà in mostra a Grosseto. Sono anche gli anni in cui ritrasse i suoi compaesani, ritratti che ricordano quelli dell'amico Antonio Mancini. I suoi ultimi lavori furono quelli eseguiti nel 1939 con La siesta e nel 1940 con La baldoria carnevalesca (incompiuto).